# 王有齡
王有齡（1810年—1861年），字英九，號雪軒，清代政治人物，福建省福州府侯官縣人，曾擔任江苏布政使，浙江盐运使、按察使、巡抚，官至浙江巡撫，王有齡後來在杭州被太平軍包圍，杭州被太平軍攻佔後王有齡自盡，諡壯愍。